# 子午流注
子午流注（midnight-noon and ebb-flow doctrine），意即根據中醫學說，一日的十二個時辰，和人體的十二條主要經絡互相對應，如下表所列。中醫認為，在每一個時辰內，其所對應之經絡上之血氣會特別興盛，而該經絡所管之臟腑亦較活躍。

## 子午流注列表
| 時辰 | 時段        | 經絡         | 臟腑 |
| ---- | ----------- | ------------ | ---- |
| 子   | 23:00–01:00 | 足少陽膽經   | 膽   |
| 丑   | 01:00–03:00 | 足厥陰肝經   | 肝   |
| 寅   | 03:00–05:00 | 手太陰肺經   | 肺   |
| 卯   | 05:00–07:00 | 手陽明大腸經 | 大腸 |
| 辰   | 07:00–09:00 | 足陽明胃經   | 胃   |
| 巳   | 09:00–11:00 | 足太陰脾經   | 脾   |
| 午   | 11:00–13:00 | 手少陰心經   | 心   |
| 未   | 13:00–15:00 | 手太陽小腸經 | 小腸 |
| 申   | 15:00–17:00 | 足太陽膀胱經 | 膀胱 |
| 酉   | 17:00–19:00 | 足少陰腎經   | 腎   |
| 戌   | 19:00–21:00 | 手厥陰心包經 | 心包 |
| 亥   | 21:00–23:00 | 手少陽三焦經 | 三焦 |

## 外部連接
- 子午流注 （页面存档备份，存于）
- YouTube上的子午流注